# Péreille
Péreille település Franciaországban, Ariège megyében. Lakosainak száma 186 fő (2022. január 1.). Péreille Ilhat, Lavelanet, Raissac, Roquefixade és Villeneuve-d’Olmes községekkel határos.

## Népesség
A település népességének változása:
| Lakosok száma | 109  | 138  | 199  | 175  | 209  | 212  | 210  | 199  | 194  | 186  |
|               | 1968 | 1982 | 1990 | 2006 | 2013 | 2015 | 2017 | 2019 | 2020 | 2022 |